# Палеонтологично находище (Дорково)
Палеонтологично находище е природна забележителност, намираща се западно от село Дорково, община Ракитово, област Пазарджик и в негова непосредствена близост.
Създадена е със заповед №90 от 31 януари 1990 г. на министъра на околната среда и водите, с цел опазване на уникално палеонтологично находище на кости от плиоценски гръбначни животни. Заема площ от 10 декара. Югоизточно от самото находище през 2013 г. е изграден музей, в който са изложени част от откритите кости.
- Възстановка на мастодонт
- Фосилни находки от находището
- Възстановка на откритите фосили